# 二氨基二硝基乙烯
二氨基二硝基乙烯是一种爆炸性能接近黑索金但感度近似于梯恩梯的新型炸药，是目前钝感弹药的重要候选组成成分。1998年，该药由瑞典的国防机构首次合成，进入二十一世纪后，其很快受到了世界各国相关研究人员的广泛关注。
为便于叙述，下文统一称二氨基二硝基乙烯为FOX-7。

## 物理性质
FOX-7共有4种已广泛报道的晶型，分别为α型、β型、γ型和δ型，四者间相互转化时所处温度与晶体制备过程有关，因此各文献实验数据会有所差别但总体误差有限。FOX-7在常温下为α型，至120°C时相变为β型，185°C时，β型又进一步相变为γ型。当温度下降至110°C时，γ型相变回β型，温度继续下降至30°C时，β型最终转化为α型。当γ型晶体所处环境温度和压力继续上升并超过一个阈值后，该晶型会进一步相变为δ型，当环境条件回归之前区间后，δ型会转变为晶体结构较γ型更为有序的γ'型。此外，一项研究还在特定制取条件下发现了FOX-7的2种新晶型，即ε型和ζ型，前者会在105°C附近相变为后者，继续升温到160至180°C时ζ型会转化为γ型。部分晶型相关数据如下：
| 晶型                                                                       | 晶系     | 晶胞参数                                  |
| -------------------------------------------------------------------------- | -------- | ----------------------------------------- |
| α型                                                                        | 单斜晶系 | a=0.6939nm b=0.6631nm c=1.1349nm β=90.65° |
| β型                                                                        | 正交晶系 | a=0.6978nm b=0.6638nm c=1.1660nm          |
| γ型                                                                        | 单斜晶系 | a=1.3651nm b=0.6946nm c=1.209nm β=111.08° |
| δ型                                                                        | 单斜晶系 | a=0.69545nm b=0.66046nm c=1.14328nm       |
| 说明：FOX-7各晶型晶胞参数会因制备方法和操作人员差异而略有偏差。 参考文献： |          |                                           |

FOX-7一般为黄色或黄绿色晶体，密度依晶型差异而有所差别，α型约为1.89g/cm3，β型则约为1.8g/cm3。FOX-7微溶于水和一般有机溶剂，但在二甲基亚砜、N,N-二甲基甲酰胺、N-甲基吡咯烷酮等极性非质子溶剂中溶解度较高。

## 化学性质
FOX-7由于结构较为特殊，其并不能与叠氮化钠等偶极化合物发生烯烃的加成成环反应。此外，FOX-7是一种较弱的亲核试剂，需要经强碱预处理才能与溴代烷发生去质子化反应，但其依然能够与部分亲电试剂直接反应。FOX-7与N-氯代丁二酰亚胺（NCS）、N-溴代丁二酰亚胺（NBS）、硝酸与三氟乙酸酐（TFAA）混合物、乙酰氯与少量三氟甲磺酸铪（Hf(OTf)4）混合物的反应如下：
除上述反应外，FOX-7还具有一些较为常见的化学性质。氨基和硝基分别具有推电子和拉电子的结构特性，发生电子重排后，氨基上的氢会容易电离，使得该分子具有弱酸性，相应的，它也就能够与部分强碱反应生成对应盐。然而，当酸碱成盐反应的反应液被加热至80°C时，FOX-7分子中碳碳双键会发生断裂，最终形成二硝基甲烷对应的盐。此外，由于碳碳双键的正电性一端容易受到亲核试剂进攻，FOX-7会在80至120°C的水或N-甲基吡咯烷酮中与甲胺、乙胺、肼等反应生成1个氨基被取代的产物，但是因为位阻效应的影响，此情况下2个氨基均被取代的反应难以实现。

## 制备工艺
FOX-7有多种合成方法，目前广泛报道的主要有：通过2-甲基咪唑硝化、胺化制取；通过2-甲基嘧啶-4,6-二酮或2-甲基-4,6-二羟基嘧啶硝化后水解开环制取；通过盐酸乙脒与乙二酸二乙酯反应制取2-甲基-2-甲氧基-4,5-咪唑烷二酮，后经硝化胺化制取。
以2-甲基咪唑为原料的FOX-7制法简要流程图如下：
首先控制反应体系温度为17至19°C，将研磨过的2-甲基咪唑溶解于浓硫酸中，后在一定时间内加入发烟硝酸，此后溶液开始出现无色至黄色、黑色、紫色、红棕色的持续颜色变化，最终稳定为橙黄色并析出白色的2-(二硝基亚甲基)-4,5-咪唑烷二酮。滤出该产物后使用氨水调节PH值为8至9，数秒后即会析出亮黄色结晶，最终经洗涤、干燥处理后即可得到FOX-7，产率约为14.9%。将最终的开环试剂替换为水可以将产率提高到35.8%，但相应试剂的使用量也会增加至原先的10倍。
以2-甲基嘧啶-4,6-二酮和2-甲基-4,6-二羟基嘧啶为原料的制取方法基本原理一致，均是以一定方法制备2-(二硝基亚甲基)-5,5-二硝基嘧啶-4,6-二酮这一中间体，随后让其水解生成FOX-7和二硝基甲烷。当处于最优反应条件时，其产率可达75.6%。但该方法也存在硝化反应时间长、中间体稳定性差、容易殉爆等缺陷，目前难以大规模工业生产。以2-甲基-4,6-二羟基嘧啶为原料的简要制备流程图如下：
以盐酸乙脒和乙二酸二乙酯为原料制取FOX-7简要流程图如下：
将盐酸乙脒和乙二酸乙二酯置于甲醇钠溶液中反应制取2-甲基-2-甲氧基-4,5-咪唑烷二酮，随后通过甲醇获得该物质结晶。将产物放入硝酸、硫酸的混酸中硝化处理得到2-(二硝基亚甲基)-4,5-咪唑烷二酮，随后以氨水处理即可得到FOX-7，其产率可达38%。此外，通过改变各环节试剂用量和环境条件也可以一定程度影响该方法各阶段产率。

## 爆炸性能
FOX-7的氧平衡为-21.6%，属负氧平衡炸药。FOX-7爆容为779L/kg，爆热4.442MJ/kg，爆压28.8GPa，密度1.78g/cm3时爆速8342m/s。此外还有文献记载晶体密度1.885g/cm3时，该物质计算爆速达8870m/s，计算爆压33.96GPa，实测爆速8500m/s，实测爆压34GPa，与上文数据有一定差距。